# Kenzó Tange
Kenzó Tange (japonsky 丹下 健三, 4. září 1913 Ósaka - 22. března 2005 Tokio) byl japonský architekt.

## Život
Patřil k předním moderním architektům 20. století, spojoval tradiční japonskou architekturu s moderními principy. Jeho velkým vzorem byl Le Corbusier. Během svých studií na Tokijské univerzitě se soustřeďoval především na urbanismus, což z něho učinilo vhodného kandidáta pro projekty rozsáhlých přestaveb celých měst. Jeho projekty byly realizovány například v Hirošimě (přestavba města po zničení během atomového výbuchu), Tokiu (sportovní zařízení pro Letní olympijské hry 1964), v Ósace (budovy pro Expo 70), či Skopji (přestavba centra města v brutalistickém stylu po ničivém zemětřesení v roce 1963). V USA postavil Muzeum umění v Minneapolisu. Kenzó Tange získal v roce 1987 Pritzkerovu cenu za návrh budovy sídla Americké lékařské asociace. Od roku 1949 byl profesorem Tokijské univerzity.

## Vyznamenání
- Pour le Mérite – Německo, 1975
- Řád kultury – Japonsko, 1980